# 라오토에
라오토에(그리스어: Λαοθόη, Laothoe)는 그리스 신화에서 트로이 왕인 프리아모스의 아내이자, 리카온의 어머니이다. 그녀의 아버지는 알테스이다. 또한, 라오토에는 테스피오스와 메가메데의 딸들 중 한 명이다. 그녀는 헤라클레스와의 사이에서 아들 안티포스를 낳았다.